# Max Schärlig
Max Schärlig (* 31. Mai 1940 in Bern; † 22. März 1979 ebenda) war ein Schweizer Maler und Zeichner.

## Werk
Schärlig stellte regelmässig im weltbekannten Schubladenmuseum von Herbert Distel aus.
1965 und 1976 erhielt er ein Eidgenössisches Kunststipendium, 1965 ein Kiefer-Hablitzel, 1966 ein Louise-Aeschlimann Stipendium und 1967 den Preis der Kunstkommission der Stadt Bern.